# Faciens misericordiam
Faciens misericordiam ist eine päpstliche Bulle von Papst Clemens V., sie datiert vom 12. August 1308 und richtete sich gegen den Templerorden. Mit der Bulle eröffnet der Papst, nach der Anhörung von 72 geständigen Templern, den Templerprozess.

## Untersuchungskommission gegen den Orden
Mit der Bulle Regnas in caelis von 1308 hatte Papst Clemens V. für 1310 ein  ökumenisches Konzil nach Vienne einberufen um dem Verfahren, gegen den Templerorden, eine Rechtsgültigkeit zu verleihen (Anmerkung: Das Konzil fand erst 1311 statt). Gleichzeitig mit dieser Bulle veranlasste er die Einrichtung einer Untersuchungskommission, in ihr listete er Anklageartikel auf und ordnete detailliert die Arbeitsweise der  Diözesankommission an.  Diese Kommission sollte zunächst alle Informationen über den Orden sammeln und das Ergebnis auf dem geplanten Konzil vortragen. Diese Bulle ist ebenfalls eine Ladung an den Templerorden vor das Konzil, welches schließlich über das Überleben der Templer entscheiden sollte. Mit dieser Bulle ordnete der Papst nicht nur das Vorgehen gegen den Templerorden in Frankreich an, sondern er beruft eine Bischofssynode nach Mainz an. Er legte auch hier die Vorgehensweise für die  Diözese Mainz fest und beorderte die  Erzbischöfe von Köln, Trier und Magdeburg, sowie die  Bischöfe von Basel und Konstanz nach Mainz. Des Weiteren ordnete Clemens V. an, dass während dieser Synode die Verwaltung der Templergüter durch die teilnehmenden Erzbischöfe vollzogen werde. Alle Personen, die sich zwischenzeitlich Güter zur Verwahrung angeeignet hatten, wurden aufgefordert, diese umgehend an die  Kirche zurückzugeben.  